# Шабиково
Шаби́ково (рос. Шабыково, марій. Шабык почиҥга) — присілок у складі Сернурського району Марій Ел, Росія. Входить до складу Казанського сільського поселення.

## Населення
Населення — 70 осіб (2010; 51 у 2002).
Національний склад (станом на 2002 рік):
- марі — 78 %